# Йоркшир (Нью-Йорк)
Йоркшир (англ. Yorkshire) — місто (англ. town) в США, в окрузі Каттарогус штату Нью-Йорк. Населення — 3827 осіб (2020).

## Демографія
Згідно з переписом 2010 року, у місті мешкало 3913 осіб у 1641 домогосподарстві у складі 1065 родин. Було 1901 помешкання
Расовий склад населення:
| - 97,1 % — білих - 0,6 % — азіатів - 0,5 % — корінних американців - 0,3 % — чорних або афроамериканців |

До двох чи більше рас належало 1,3 %. Частка іспаномовних становила 0,9 % від усіх жителів.
За віковим діапазоном населення розподілялося таким чином: 23,0 % — особи молодші 18 років, 62,6 % — особи у віці 18—64 років, 14,4 % — особи у віці 65 років та старші. Медіана віку мешканця становила 40,8 року. На 100 осіб жіночої статі у місті припадало 99,7 чоловіків;  на 100 жінок у віці від 18 років та старших — 94,7 чоловіків також старших 18 років.
Середній дохід на одне домашнє господарство  становив 50 513 долари США (медіана — 42 031), а середній дохід на одну сім'ю — 56 634 долари (медіана — 54 038). Медіана доходів становила 39 457 доларів для чоловіків та 31 618 доларів для жінок. За межею бідності перебувало 10,9 % осіб, у тому числі 9,7 % дітей у віці до 18 років та 8,4 % осіб у віці 65 років та старших.
Цивільне працевлаштоване населення становило 1555 осіб. Основні галузі зайнятості: освіта, охорона здоров'я та соціальна допомога — 21,5 %, виробництво — 19,5 %, мистецтво, розваги та відпочинок — 11,6 %, науковці, спеціалісти, менеджери — 7,8 %.